# Mauri (labdarúgó, 1934)
Mauri, született Mauricio Ugartemendia Lauzirika (Guernika, 1934. július 26. – 2022. február 18.) spanyol válogatott baszk labdarúgó, fedezet.

## Pályafutása

### Klubcsapatban
1952–53-ban a Getxo, 1953 és 1964 között az Athletic Club, 1964 és 1966 között a Recreativo, 1966-ban a Sabadell, 1966–67-ben az Avilés labdarúgója volt. A bilbaói csapattal egy spanyol bajnoki címet és három spanyol kupagyőzelmet ért el.

### A válogatottban
1955–56-ban öt alkalommal szerepelt a spanyol válogatottban.

## Sikerei, díjai
Athletic Club
- Spanyol bajnokság
  - bajnok: 1955–56
- Spanyol kupa (Copa del Generalísimo)
  - győztes (3): 1955, 1956, 1958

## Statisztika

### Mérkőzései spanyol válogatottban
| Spanyolország | Spanyolország      | Spanyolország                       | Spanyolország | Spanyolország | Spanyolország | Spanyolország | Spanyolország | Spanyolország |
| #             | Dátum              | Helyszín                            | Hazai         | Eredmény      | Vendég        | Kiírás        | Gólok         | Esemény       |
| ------------- | ------------------ | ----------------------------------- | ------------- | ------------- | ------------- | ------------- | ------------- | ------------- |
| 1.            | 1955. május 18.    | Madrid, Santiago Bernabéu stadion   | Spanyolország | 1 – 1         | Anglia        | barátságos    | -             |               |
| 2.            | 1955. június 19.   | Genf, Stade des Charmilles          | Svájc         | 0 – 3         | Spanyolország | barátságos    | -             |               |
| 3.            | 1955. november 27. | Dublin, Dalymount Park              | Írország      | 2 – 2         | Spanyolország | barátságos    | -             |               |
| 4.            | 1955. november 30. | London, Wembley Stadion             | Anglia        | 4 – 1         | Spanyolország | barátságos    | -             |               |
| 5.            | 1956. június 3.    | Lisszabon, Estádio Nacional do Jamo | Portugália    | 3 – 1         | Spanyolország | barátságos    | -             |               |
|               | Összesen           |                                     |               | 5             | mérkőzés      |               | 0             | gól           |